# Patrick Rambaud
Pour les articles homonymes, voir Rambaud.
Patrick Rambaud, né le 21 avril 1946 à Neuilly-sur-Seine,, est un écrivain français.
Il est l'auteur d'une trentaine de livres, dont plusieurs parodies, et a obtenu en 1997 le Prix Goncourt, ainsi que le Grand prix du roman de l'Académie française, pour La Bataille (Grasset).
En 2008, il est élu membre de l'Académie Goncourt, succédant à Daniel Boulanger, démissionnaire. Il le reste pendant quatorze ans, puis devient membre honoraire en décembre 2022, pour raisons de santé,. Il sera remplacé à ce couvert par Christine Angot en février 2023.

## Biographie

### Jeunesse et études
Né à Neuilly-sur-Seine (« à ce moment-là, cette ville ressemblait plutôt à Orléans ou à Châteauroux et n'avait rien à voir avec la cité pleine de fric d'aujourd'hui », dit-il), il grandit dans le 8e arrondissement de Paris jusqu'à l'âge de vingt ans, avant de s’installer dans le quartier des Halles, où il réside toujours. À 16 ans, il est magicien dans un cabaret situé rue de la Félicité (17e arrondissement).
Élève moyen, il quitte à vingt ans le lycée Condorcet et étudie durant quelques mois les lettres modernes à l'université Paris-Nanterre, qui venait d'être créée. 

### Parcours professionnel
En mai 1968, il est incorporé dans l’armée de l’air pour un service militaire de seize mois. Une fois libéré, il écrit un premier livre et devient correcteur dans une maison d’édition.
En 1970, il est engagé, ainsi que son cousin Michel-Antoine Burnier, par Jean-François Bizot, qui venait de reprendre le journal Actuel, dont il demeurera l'un des piliers pendant quatorze ans.
Avec Burnier, Rambaud écrit une quarantaine de pastiches, allant du texte court au véritable livre — tels Le Roland-Barthes sans peine (1978), ou encore Le Tronc et l'écorce, La farce des choses et autres parodies et Un navire dans tes yeux, textes qui parodient respectivement François Mitterrand, Simone de Beauvoir et Françoise Sagan. Parmi les autres victimes du tandem, on compte Louis Aragon, Charles de Gaulle, Philippe Sollers et André Malraux.
Les deux auteurs ont également publié Le Journalisme sans peine (Plon, 1997), relevé sous forme de manuel des tics journalistiques (métaphores incohérentes, typographie négligée engendrant la confusion, etc.). Ils y relevaient notamment la montée de la « novlangue » : « Aujourd'hui, les mots qui heurtent par trop de réalisme doivent être adoucis. On ne parlera plus de mort mais de non-vie, d'aveugle mais de non-voyant. La non-volonté du gouvernement marque mieux en douceur un refus. Mal-comprenant passe mieux que con. » Ils observent dans le même livre l'appauvrissement du vocabulaire par l'emploi journalistique de mots « réducteurs » tels que revisiter : « [Les réducteurs] se présentent comme des formules à tout dire. Leur but est clair : réduire la diversité de l’information. Au lieu d’avoir à choisir entre sept verbes (adapter, changer, corriger, modifier, reconsidérer, rénover, revoir), vous aurez recours à revisiter (de l’anglais to revisit : retourner voir). »
Sous le pseudonyme de Marguerite Duraille, Patrick Rambaud a parodié Marguerite Duras à deux reprises : Virginie Q. en 1988 et Mururoa mon amour en 1996.Le roman érotique Emmanuelle , d'Emmanuelle Arsan    est également l'objet d'un pastiche  (il s'agit de la célèbre et torride scène qui ouvre le livre, où l'héroïne s'offre à un riche et bel inconnu dans le cadre luxueux d'un vol intercontinental en avion-couchette... Le pastiche a pour cadre la micheline Paris - Lisieux , avec pour partenaire le contrôleur du train, ce qui, d'évidence, est nettement moins "glamour"...)
Patrick Rambaud est également nègre littéraire. Il a écrit une cinquantaine de livres signés par d'autres, par exemple les Mémoires de l'actrice Paulette Dubost , et probablement certains ouvrages de Marek Halter et Georges-Marc Benamou. Il a témoigné de cette expérience dans le livre Vocation nègre (signé Anonyme).
Avec La Bataille, Il neigeait, L'Absent et Le Chat botté, il raconte de manière romancée des épisodes historiques napoléoniens. Dans chacun de ces quatre romans, il crée ou approfondit un personnage secondaire (soldat, officier de l'armée napoléonienne, Français moyen, etc.), ce qui lui donne l'occasion de montrer Napoléon et ses proches.
L'Idiot du village reprend le thème de l'immersion dans le passé.

## Œuvres

### La Bataille
Ce roman obtient en 1997 le prix Goncourt. Patrick Rambaud n'a pas caché sa source d’inspiration pour ce dernier roman : il s'agit du projet qu'Honoré de Balzac avait conçu en 1828, poursuivi en 1833 sur les batailles napoléoniennes, et jamais terminé. Plus précisément, la Bataille de Balzac concerne d'abord la bataille de Dresde.

### Chronique du règne deNicolasIer
Patrick Rambaud explique que c'est pour lutter contre la dépression qu'a causée en lui la victoire de Nicolas Sarkozy à l'élection présidentielle de 2007 qu'il a écrit Chroniques du règne de Nicolas Ier. Ce roman est le premier d'une série de six, dont cinq sont parus avant février 2012.
Les quatre premières chroniques font l'objet en 2012 d'une adaptation en bande dessinée, dont Rambaud est le scénariste et Olivier Grojnowski le dessinateur.

### François le Petit
Paru le 6 janvier 2016, François le Petit, sous-titré « Chronique d'un règne », raconte de manière satirique ce qu'il est advenu entre l'élection de François Hollande et les attentats de janvier 2015 à Paris. Comme dans ses Chroniques du règne de Nicolas Ier, l'auteur brosse des portraits caustiques des personnalités de l'actualité française de cette période, et cherche à décrire minutieusement et chronologiquement « petits et grands événements » du début du quinquennat,,.

### Chronique du règne d'EmmanuelIer
Le premier ouvrage, Emmanuel le Magnifique, traite principalement des années de formation, puis du parcours gouvernemental 2012-2017, où le Prince Emmanuel Macron est conseiller du président, puis ministre, puis candidat à l'élection présidentielle et enfin vainqueur. La première année de Notre Majesté est raisonnablement agitée.

La seconde chronique, Les cinq plaies du Royaume, traite seulement des années 2018-2019 : match de football France-Russie à Saint-Pétersbourg, affaire Benalla, démissions (Nicolas Hulot, Gérard Collomb), Christophe Castaner, affaire Jamal Khashoggi, Mouvement des Gilets jaunes, saccage de l'Arc de triomphe de l'Étoile, Affaire Harvey Weinstein, réactivation de l'Affaire Roman Polanski… Le Souverain croise le Duc de Lyon, Gérard Collomb, les dirigeants du Groupuscule Républicain, du Parti Social, du Parti Populiste, et La Méluche. Notre Majesté redevient Notre Fuyant Monarque, Notre Vibrionnant Monarque. Et l'auteur achève ainsi l'ouvrage : 
« N'empêche que je meurs d'envie de déguster une cuisse de pangolin... »

## Publications
- Fric-frac, Grasset, 1984
- La Mort d'un ministre, Grasset, 1985
- Comment se tuer sans avoir l'air, La Table Ronde, 1986
- Virginie Q., Balland, 1988 — sous le pseudonyme de Marguerite Duraille, « présenté par Patrick Rambaud »
- Le Visage parle, Balland, 1988
- Elena Ceausescu : carnets secrets, Flammarion, 1990
- Ubu président, Robert Laffont, 1990
- Les Mirobolantes Aventures de Fregoli, Robert Laffont, 1991
- Le Gros Secret : mémoires du labrador de François Mitterrand, Calmann-Lévy, 1996 — sous le pseudonyme de Baltique, « propos recueillis par Patrick Rambaud »
- Mururoa mon amour, Lattès, 1996 — sous le pseudonyme de Marguerite Duraille, « présenté par Patrick Rambaud »
- La Bataille, Grasset, 1997 — Prix Goncourt 1997 et Grand prix du roman de l'Académie française 1997
- Le Journalisme sans peine, Plon, 1997
- Les Aventures de mai : feuilleton historique, Grasset / Le Monde, 1998
- Il neigeait, Grasset, 2000
- Bernard Pivot reçoit…, Grasset, 2001
- Comme des rats, Grasset, 2002
- L'Absent, Grasset, 2003
- Le Sacre de Napoléon, 2 décembre 1804, Michel Lafon, 2004
- Vocation nègre, Labor (Bruxelles), 2004 — publié à titre anonyme
- L'Idiot du village, Grasset, 2005
- Le Chat botté, Grasset, 2006
- La Grammaire en s'amusant, Grasset, 2007
- Chroniques du règne de Nicolas Ier en pastiche de Saint-Simon :
  - Chronique du règne de Nicolas Ier, Grasset, 2008
  - Deuxième chronique du règne de Nicolas Ier, Grasset, 2009
  - Troisième chronique du règne de Nicolas Ier, Grasset, 2010
  - Quatrième chronique du règne de Nicolas Ier, Grasset, 2011
  - Cinquième chronique du règne de Nicolas Ier, Grasset, 2012
  - Tombeau de Nicolas Ier et avènement de François IV, Grasset, 2013
- Le Maître, Grasset, 2015 — Grand prix Palatine du roman historique 2015[14] et Prix Montblanc 2015[15]
- François le Petit, Grasset, 2016
- Chronique d'une fin de règne, Grasset, 2017
- Quand Dieu apprenait le dessin, Grasset, 2018
- Emmanuel le Magnifique, Grasset, 2019[16]
- Le Roman du canard, Points, 2019
- Les Cinq Plaies du Royaume, Grasset, 2020[17]
- Morituri, Grasset, 2022

### En collaboration
- Les Complots de la liberté, 1832, roman, avec Michel-Antoine Burnier, Grasset, 1976 — Prix Alexandre Dumas 1976
- Parodies, avec Michel-Antoine Burnier, Balland, 1977

- Frontière suisse, roman, avec Jean-Marie Stoerkel, Olivier Orban, 1986
- 1848, roman, avec Michel-Antoine Burnier, Grasset, 1994
- La Dictature médicale, avec Bernard Kouchner, Robert Laffont, 1996